# Antônio Dias
Antônio Dias é um município brasileiro no interior do estado de Minas Gerais, Região Sudeste do país. Localiza-se no Vale do Rio Doce e pertence ao colar metropolitano do Vale do Aço, estando situado a cerca de 170 km a leste da capital do estado. Ocupa uma área de 787,061 km², sendo que 0,3 km² estão em perímetro urbano.
A sede tem uma temperatura média anual de 21,3 °C e na vegetação original do município predomina a Mata Atlântica. Com 48% da população vivendo na zona urbana, a cidade contava, em 2009, com quatorze estabelecimentos de saúde. O seu Índice de Desenvolvimento Humano (IDH) é de 0,645, classificado como médio em relação ao estado.
A exploração da área do atual município teve início no século XVIII, sendo Antônio Dias de Oliveira o responsável por fundar um núcleo de bandeirantes em 1º de junho de 1706. O desenvolvimento da agricultura atraiu novos habitantes e em 1832, foi criado o distrito subordinado a Itabira, emancipado em 1911. Na década de 1930, teve início o desenvolvimento industrial no então distrito de Melo Viana, que, no entanto, veio a se transformar no município de Coronel Fabriciano em 1948. Este, por sua vez, deu origem às cidades de Ipatinga e Timóteo, que juntamente a Fabriciano correspondem a um dos maiores pólos urbanos do estado, a chamada Região Metropolitana do Vale do Aço (RMVA).
A manutenção da atividade siderúrgica nos municípios da RMVA contribuiu para que o município se tornasse um dos principais fornecedores de mão-de-obra e matéria prima. O artesanato e os grupos teatrais, de manifestação tradicional popular e música configuram-se como principais manifestações culturais, juntamente com os eventos festivos tais como o Carnaval de Antônio Dias (CarnaDias), as comemorações do aniversário da cidade e as celebrações tradicionais religiosas da Festa de São Benedito e das homenagens à Semana Santa.

## História
A área onde está situado o atual município foi explorada pela primeira vez no começo do século XVIII por bandeirantes. Há registros da presença de Borba Gato na localidade em 1703, no entanto Antônio Dias de Oliveira foi o responsável pela fundação de um núcleo bandeirante no local, em 1º de junho de 1706, cuja data é considerada o dia da fundação da cidade. Havia presença da mineração, estando o lugar localizado em uma região aurífera, no entanto a agricultura ganhou força após algum tempo.
Em 14 de julho de 1832, foi criada a freguesia de Nossa Senhora de Nazaré de Antônio Dias Abaixo, através de resolução do Conselho Provincial, ocasião a qual estimava-se a presença de cerca de 2 030 habitantes. Assim, o povoamento foi elevado à categoria de distrito de Itabira, sendo desmembrado em 30 de agosto de 1911, pela lei estadual nº 556, sob a condição de vila, instalando-se em 1º de junho de 1912 com o nome de Antônio Dias Abaixo. A lei estadual nº 716, de 16 de setembro de 1918, alterou sua denominação para simplesmente Antônio Dias, a qual permanece, sendo estabelecida a condição de cidade pela lei estadual nº 893, de 10 de setembro de 1925. Pela lei estadual nº 843, de 7 de setembro de 1923, foram criados os distritos de Hematita e Melo Viana.

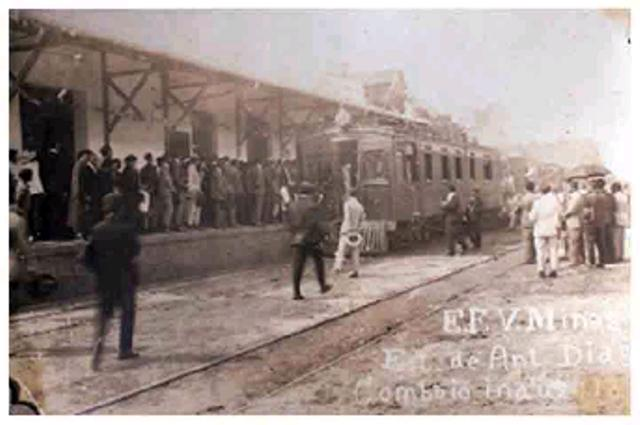
Inauguração de trecho da EFVM em Antônio Dias, em 1927.

Em Melo Viana, foi inaugurada em 9 de junho de 1924 a Estação do Calado — a sede de Antônio Dias também viria a receber estações ferroviárias — e ao seu redor surgiu um povoamento (homônimo à estação), onde instalou-se na década de 1930 um escritório da Companhia Siderúrgica Belgo-Mineira. Na localidade, a empresa buscava centralizar a exploração de madeira e produção de carvão da região do rio Doce, a fim de alimentar os fornos de suas usinas em João Monlevade. Pelo decreto-lei estadual nº 88, de 30 de março de 1938, Melo Viana passou a denominar-se Coronel Fabriciano, perdendo espaço para a criação do distrito de Timóteo em 17 de dezembro do mesmo ano.
Na década de 1940, instalou-se em Coronel Fabriciano a Acesita (atual Aperam South America), impulsionando o crescimento populacional e econômico do lugar, porém Fabriciano e Timóteo foram desmembradas para constituir o município de Coronel Fabriciano pela lei estadual nº 336, de 27 de dezembro de 1948 — Timóteo veio a emancipar-se em 1964 e de Coronel Fabriciano também se originou a cidade de Ipatinga, neste mesmo ano. A partir da emancipação de Coronel Fabriciano, Antônio Dias deixou de sediar o complexo industrial cujo desenvolvimento viria a dar origem à Região Metropolitana do Vale do Aço, que foi criada na década de 90 e hoje é um dos maiores pólos urbanos do estado de Minas Gerais. Ainda assim, a manutenção da atividade siderúrgica contribuiu para que o município se tornasse um dos principais fornecedores de mão-de-obra e matéria prima.

## Geografia

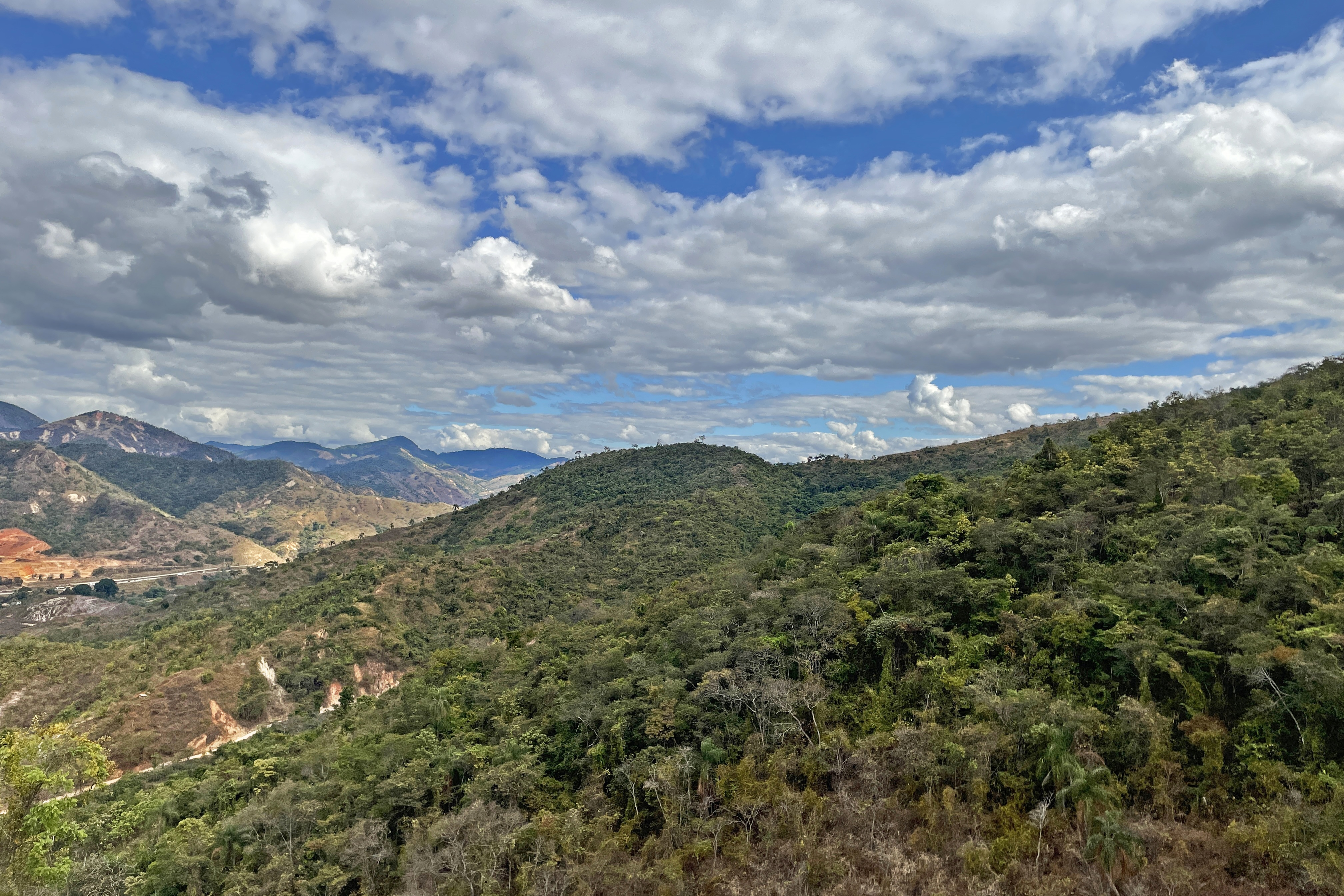
Mar de morros em Antônio Dias visto da Serra da Bucaina

A área do município, segundo o Instituto Brasileiro de Geografia e Estatística (IBGE), é de 787,061 km², sendo que 0,3682 km² constituem a zona urbana. Situa-se a 19º39'10" de latitude sul e 42°52'20" de longitude oeste e está a uma distância de 172 quilômetros a leste da capital mineira, fazendo parte do colar metropolitano do Vale do Aço juntamente com outras 23 cidades (além dos quatro municípios principais). Seus municípios limítrofes são Ferros, a norte; Santa Maria de Itabira, a noroeste; Nova Era, a oeste; São Domingos do Prata, a sul; Jaguaraçu, a sudeste; Timóteo, a leste; e Coronel Fabriciano, a nordeste.
De acordo com a divisão regional vigente desde 2017, instituída pelo IBGE, o município pertence às Regiões Geográficas Intermediária e Imediata de Ipatinga. Até então, com a vigência das divisões em microrregiões e mesorregiões, fazia parte da microrregião de Ipatinga, que por sua vez estava incluída na mesorregião do Vale do Rio Doce.

### Relevo e meio ambiente

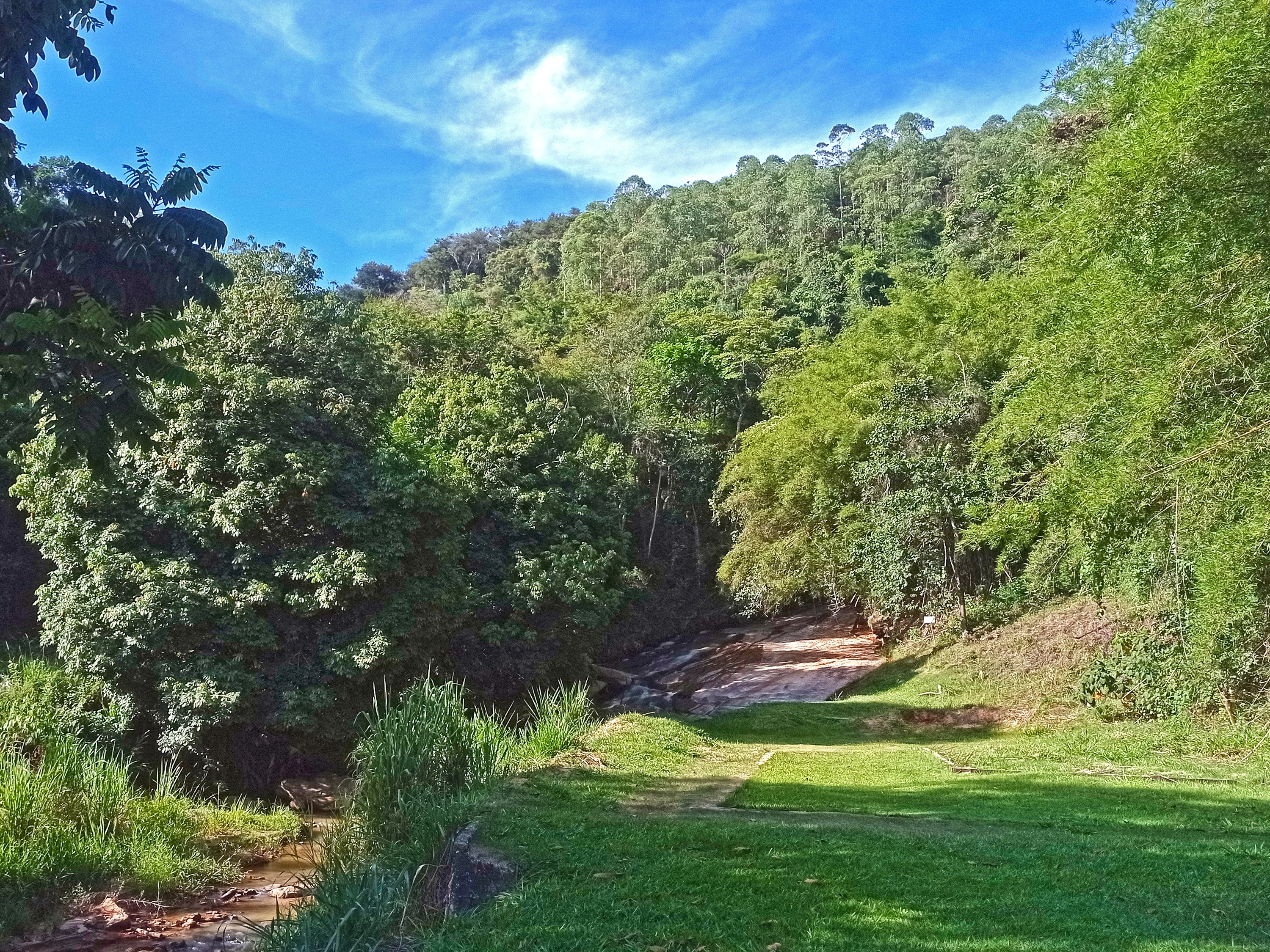
Córrego Ana Matos (à esquerda da imagem) e cultivo de eucalipto na Serra da Bucaina ao fundo

O relevo do município de Antônio Dias é predominantemente montanhoso. Em aproximadamente 70 % do território antoniodiense há o predomínio de áreas com mares de morros e terrenos montanhosos, enquanto cerca de 22 % é coberto por lugares ondulados e os 8 % restantes são áreas planas. A altitude máxima encontra-se na Serra Cocais das Estrelas, que chega aos 1 215 metros, enquanto que a altitude mínima está no rio Piracicaba, com 653 metros. Já o ponto central da cidade está a 400 m.
A vegetação predominante no município é a Mata Atlântica, sendo que os principais problemas ambientais presentes, segundo a prefeitura em 2010, eram o assoreamento de corpos d'água, a poluição hídrica, a poluição do ar, a redução do pescado, as queimadas, o desmatamento, a degradação de áreas protegidas e a contaminação do solo. No entanto, Antônio Dias possui um conselho municipal de meio ambiente, criado em 1994 e de caráter paritário, e fundo municipal de meio ambiente e a prefeitura declara realizar licenciamento ambiental de impacto local. Há considerável presença do reflorestamento com eucalipto, visando a alimentar as indústrias do Vale do Aço, principalmente a Aperam South America e a Cenibra.

### Hidrografia

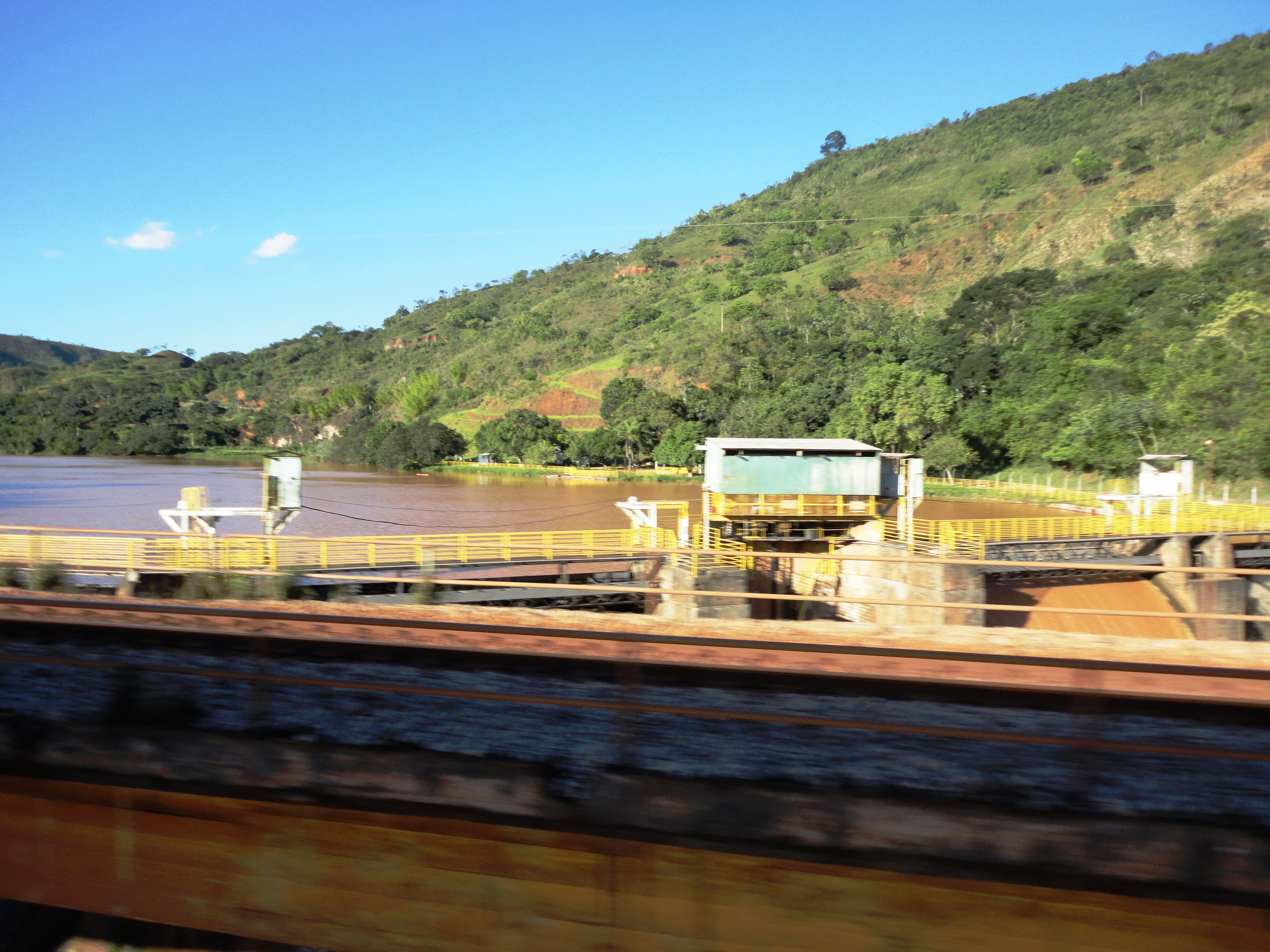
Rio Piracicaba na barragem da UHE Guilman Amorim, às margens da EFVM.

O território é banhado por vários cursos de água de pequeno ou médio porte, além do rio Piracicaba, que é de maior volume e banha a sede. Alguns dos principais leitos são os ribeirões Água Limpa, Cocais Grande, da Prainha, Figueiredo, Japão, Santa Cruz e Severo e os córregos Ana Matos, do Machado, do Ramos e Teobaldo, fazendo parte da bacia do rio Doce. Por vezes, na estação das chuvas, o rio Piracicaba sofre com a elevação de seus níveis, provocando enchentes em suas margens, o que exige a existência de um sistema de alerta contra enchentes eficaz. A cidade foi uma das mais afetadas pelas enchentes de 1979, que também atingiram vários municípios do leste mineiro. Atualmente existe uma série de estações pluviométricas e fluviométricas instaladas na região, que são administradas pela Companhia de Pesquisa de Recursos Minerais (CPRM) e Agência Nacional de Águas e Saneamento Básico (ANA) e que visam a alertar a população de uma possível enchente.
Em Antônio Dias estão situadas usinas hidrelétricas ao longo do rio Piracicaba. A UHE Sá Carvalho entrou em operação em 1951 e foi construída pela Aperam South America (então Acesita) para suprir à demanda energética de seu complexo industrial, situado em Timóteo, sendo administrada atualmente pela Companhia Energética de Minas Gerais (Cemig). A Aperam South America, juntamente com a Samarco, também construiu e inaugurou em 17 de outubro de 1999 a UHE Guilman Amorim, que fornece energia elétrica às usinas da ArcelorMittal Aços Longos (em João Monlevade), Samarco (em Mariana) e Aperam (Timóteo). Além dessas existem usinas de pequeno porte, como a PCH Cocais Grande, no ribeirão Cocais Grande, que é uma pequena central hidrelétrica situada na chamada Serra da Bocaina.

### Clima
| Maiores acumulados diários de chuva registrados em Antônio Dias (CPRM) por meses (1941–1962) | Maiores acumulados diários de chuva registrados em Antônio Dias (CPRM) por meses (1941–1962) | Maiores acumulados diários de chuva registrados em Antônio Dias (CPRM) por meses (1941–1962) | Maiores acumulados diários de chuva registrados em Antônio Dias (CPRM) por meses (1941–1962) | Maiores acumulados diários de chuva registrados em Antônio Dias (CPRM) por meses (1941–1962) | Maiores acumulados diários de chuva registrados em Antônio Dias (CPRM) por meses (1941–1962) |
| Mês                                                                                          | Acumulado                                                                                    | Data                                                                                         | Mês                                                                                          | Acumulado                                                                                    | Data                                                                                         |
| -------------------------------------------------------------------------------------------- | -------------------------------------------------------------------------------------------- | -------------------------------------------------------------------------------------------- | -------------------------------------------------------------------------------------------- | -------------------------------------------------------------------------------------------- | -------------------------------------------------------------------------------------------- |
| Janeiro                                                                                      | 127,4 mm                                                                                     | 26/01/1961                                                                                   | Julho                                                                                        | 53,3 mm                                                                                      | 20/07/1941                                                                                   |
| Fevereiro                                                                                    | 100 mm                                                                                       | 20/02/1947                                                                                   | Agosto                                                                                       | 21 mm                                                                                        | 29/08/1947                                                                                   |
| Março                                                                                        | 81 mm                                                                                        | 07/03/1946                                                                                   | Setembro                                                                                     | 49,3 mm                                                                                      | 17/09/1952                                                                                   |
| Abril                                                                                        | 109 mm                                                                                       | 04/04/1949                                                                                   | Outubro                                                                                      | 82,2 mm                                                                                      | 28/10/1958                                                                                   |
| Maio                                                                                         | 27,3 mm                                                                                      | 25/05/1958                                                                                   | Novembro                                                                                     | 81 mm                                                                                        | 08/11/1941                                                                                   |
| Junho                                                                                        | 43,1 mm                                                                                      | 18/06/1958                                                                                   | Dezembro                                                                                     | 97 mm                                                                                        | 23/12/1943                                                                                   |

O clima antoniodiense é caracterizado, segundo o IBGE, como tropical sub-quente semiúmido (tipo Aw segundo Köppen), tendo temperatura média anual de 21,3 °C com invernos secos e amenos e verões chuvosos e com temperaturas elevadas. O mês mais quente, fevereiro, tem temperatura média de 23,7 °C, sendo a média máxima de 28,9 °C e a mínima de 18,5 °C. E o mês mais frio, julho, de 18 °C, sendo 24,6 °C e 11,5 °C as médias máxima e mínima, respectivamente. Outono e primavera são estações de transição.
A precipitação média anual é de 1 327,2 mm, sendo julho o mês mais seco, quando ocorrem apenas 10,2 mm. Em dezembro, o mês mais chuvoso, a média fica em 286 mm. Nos últimos anos, entretanto, os dias quentes e secos durante o inverno têm sido cada vez mais frequentes, não raro ultrapassando a marca dos 30 °C, especialmente entre julho e setembro. Em julho de 2013, por exemplo, a precipitação de chuva em parte do Vale do Aço não passou dos 0 mm. Durante a época das secas e em longos veranicos em pleno período chuvoso também são comuns registros de queimadas em morros e matagais, principalmente na zona rural da cidade, o que contribui com o desmatamento e com o lançamento de poluentes na atmosfera, prejudicando ainda a qualidade do ar.
Segundo dados da Companhia de Pesquisa de Recursos Minerais (CPRM) entre 1941 e 1962, o maior acumulado de precipitação em 24 horas foi de 127,4 milímetros (mm) em 26 de janeiro de 1961. Outros grandes acumulados iguais ou superiores a 100 mm foram 109 mm em 4 de abril de 1949 e 100 mm nos dias 20 de fevereiro de 1947 e 20 de janeiro de 1958. De acordo com o Instituto Nacional de Pesquisas Espaciais (INPE), o município é o 105º colocado no ranking de ocorrências de descargas elétricas no estado de Minas Gerais, com uma média anual de 7,7651 raios por quilômetro quadrado. Tempestades de granizo não são frequentes, mas uma das maiores e mais recentes ocorreu no dia 29 de outubro de 2011, destruindo dezenas de casas na zona urbana e em várias comunidades rurais com pedras de gelo de quase 15 cm de diâmetro.
| Dados climatológicos para Antônio Dias | Dados climatológicos para Antônio Dias | Dados climatológicos para Antônio Dias | Dados climatológicos para Antônio Dias | Dados climatológicos para Antônio Dias | Dados climatológicos para Antônio Dias | Dados climatológicos para Antônio Dias | Dados climatológicos para Antônio Dias | Dados climatológicos para Antônio Dias | Dados climatológicos para Antônio Dias | Dados climatológicos para Antônio Dias | Dados climatológicos para Antônio Dias | Dados climatológicos para Antônio Dias | Dados climatológicos para Antônio Dias |
| Mês                                    | Jan                                    | Fev                                    | Mar                                    | Abr                                    | Mai                                    | Jun                                    | Jul                                    | Ago                                    | Set                                    | Out                                    | Nov                                    | Dez                                    | Ano                                    |
| -------------------------------------- | -------------------------------------- | -------------------------------------- | -------------------------------------- | -------------------------------------- | -------------------------------------- | -------------------------------------- | -------------------------------------- | -------------------------------------- | -------------------------------------- | -------------------------------------- | -------------------------------------- | -------------------------------------- | -------------------------------------- |
| Temperatura máxima média (°C)          | 28,7                                   | 28,9                                   | 28,9                                   | 27,4                                   | 25,9                                   | 24,9                                   | 24,6                                   | 26                                     | 26,7                                   | 27,4                                   | 27,6                                   | 27,6                                   | 27                                     |
| Temperatura mínima média (°C)          | 18,3                                   | 18,5                                   | 18,3                                   | 16,6                                   | 14                                     | 12,1                                   | 11,5                                   | 12,6                                   | 14,6                                   | 16,8                                   | 17,8                                   | 18,2                                   | 15,7                                   |
| Precipitação (mm)                      | 215,7                                  | 155,6                                  | 155,3                                  | 81,1                                   | 29,5                                   | 14,6                                   | 10,2                                   | 15                                     | 47                                     | 115,2                                  | 202                                    | 286                                    | 1 327,2                                |
| Fonte: Somar Meteorologia              |                                        |                                        |                                        |                                        |                                        |                                        |                                        |                                        |                                        |                                        |                                        |                                        |                                        |

## Demografia
De acordo com o censo realizado em 2022 sua população era de 9 219 habitantes.
O Índice de Desenvolvimento Humano Municipal (IDH-M) de Antônio Dias é considerado médio pelo Programa das Nações Unidas para o Desenvolvimento (PNUD), sendo que seu valor é de 0,645 (o 3201º maior do Brasil). A cidade possui a maioria dos indicadores próximos à média nacional segundo o PNUD. Considerando-se apenas o índice de educação o valor é de 0,507, o valor do índice de longevidade é de 0,849 e o de renda é de 0,624. De 2000 a 2010, a proporção de pessoas com renda domiciliar per capita de até meio salário mínimo reduziu em 54,3% e em 2010, 77,3% da população vivia acima da linha de pobreza, 15,7% encontrava-se na linha da pobreza e 6,9% estava abaixo e o coeficiente de Gini, que mede a desigualdade social, era de 0,48, sendo que 1,00 é o pior número e 0,00 é o melhor. A participação dos 20% da população mais rica da cidade no rendimento total municipal era de 53,8%, ou seja, 12 vezes superior à dos 20% mais pobres, que era de 4,4%.
De acordo com dados do censo de 2010 realizado pelo IBGE, a população de Antônio Dias está composta por: 6 648 católicos (69,51%), 2 515 evangélicos (26,29%), 340 pessoas sem religião (3,56%), 15 espíritas (0,16%) e 0,48% estão divididos entre outras religiões. Segundo divisão elaborada pela Igreja Católica, o município sedia a Paróquia Nossa Senhora de Nazaré, subordinada à Diocese de Itabira-Fabriciano.

## Política e administração

Vista da cidade a partir da EFVM

A administração municipal se dá pelos Poderes Executivo e Legislativo. O Executivo é exercido pelo prefeito, auxiliado pelo seu gabinete de secretários. O candidato mais votado nas eleições municipais de 2016 foi William Robson Marques Fraga, do Partido Republicano da Ordem Social (PROS). No entanto, o presidente da câmara municipal Benedito de Assis Lima, o Ditinho, do Partido da Social Democracia Brasileira (PSDB), foi quem tomou posse como prefeito em 1º de janeiro de 2017, uma vez que William Robson teve sua candidatura anulada e o segundo colocado José Carlos de Assis (PMDB) também foi impedido de assumir. Posteriormente, foi realizada uma eleição complementar em 3 de dezembro de 2017, na qual Ditinho foi eleito com 2 960 votos e manteve-se no cargo.
O Poder Legislativo, por sua vez, é constituído pela câmara municipal, composta por nove vereadores. Cabe à casa elaborar e votar leis fundamentais à administração e ao Executivo, especialmente o orçamento participativo (Lei de Diretrizes Orçamentárias). Em complementação ao processo Legislativo e ao trabalho das secretarias, existem também conselhos municipais em atividade, entre os quais dos direitos da criança e do adolescente e tutelar, criados em 2006. Antônio Dias se rege por sua lei orgânica e é termo da Comarca de Coronel Fabriciano, do Poder Judiciário estadual, de entrância especial. O município possuía, em março de 2017, 9 102 eleitores, de acordo com o Tribunal Superior Eleitoral (TSE), o que representa 0,058% do eleitorado mineiro.

## Economia
No Produto Interno Bruto (PIB) de Antônio Dias, destacam-se a agropecuária e a área de prestação de serviços. De acordo com dados do IBGE, relativos a 2011, o PIB do município era de R$ 83 384 mil. 4 447 mil eram de impostos sobre produtos líquidos de subsídios a preços correntes e o PIB per capita era de R$ 8 750,51. Em 2010, 53,51% da população maior de 18 anos era economicamente ativa, enquanto que a taxa de desocupação era de 7,83%. Salários juntamente com outras remunerações somavam 14 971 mil reais e o salário médio mensal de todo município era de 1,5 salários mínimos. Havia 127 unidades locais e 125 empresas atuantes.
Setor primário
| Produção de cana-de-açúcar, milho e mandioca (2012) | Produção de cana-de-açúcar, milho e mandioca (2012) | Produção de cana-de-açúcar, milho e mandioca (2012) |
| --------------------------------------------------- | --------------------------------------------------- | --------------------------------------------------- |
| Produto                                             | Área colhida (hectares)                             | Produção (tonelada)                                 |
| Cana-de-açúcar                                      | 30                                                  | 1 800                                               |
| Milho                                               | 49                                                  | 157                                                 |
| Mandioca                                            | 5                                                   | 60                                                  |

A pecuária e a agricultura representam o segundo setor mais relevante na economia de Antônio Dias. Em 2011, de todo o PIB da cidade, 17 100 mil reais era o valor adicionado bruto da agropecuária, enquanto que em 2010, 30,44% da população economicamente ativa do município estava ocupada no setor. Segundo o IBGE, em 2012 o município possuía um rebanho de 12 asininos, 13 020 bovinos, 53 bubalinos, seis caprinos, 225 equinos, 282 muares, 1 344 suínos e 13 477 aves, entre estas 4 814 galinhas e 8 663 galos, frangos e pintinhos. Neste mesmo ano, a cidade produziu 3 900 mil litros de leite de 3 mil vacas, 29 mil dúzias de ovos de galinha e 36 381 quilos de mel de abelha.
Na lavoura temporária, são produzidos principalmente a cana-de-açúcar (1 800 toneladas produzidas e 30 hectares cultivados), o milho (157 toneladas e 49 hectares) e a mandioca (60 toneladas e cinco hectares), além do alho, do amendoim e do feijão. Já na lavoura permanente, destacam-se a laranja (160 toneladas produzidas e dez hectares cultivados), o café (96 toneladas produzidas e 80 hectares cultivados) e a banana (70 toneladas e 20 hectares).
Setores secundário e terciário

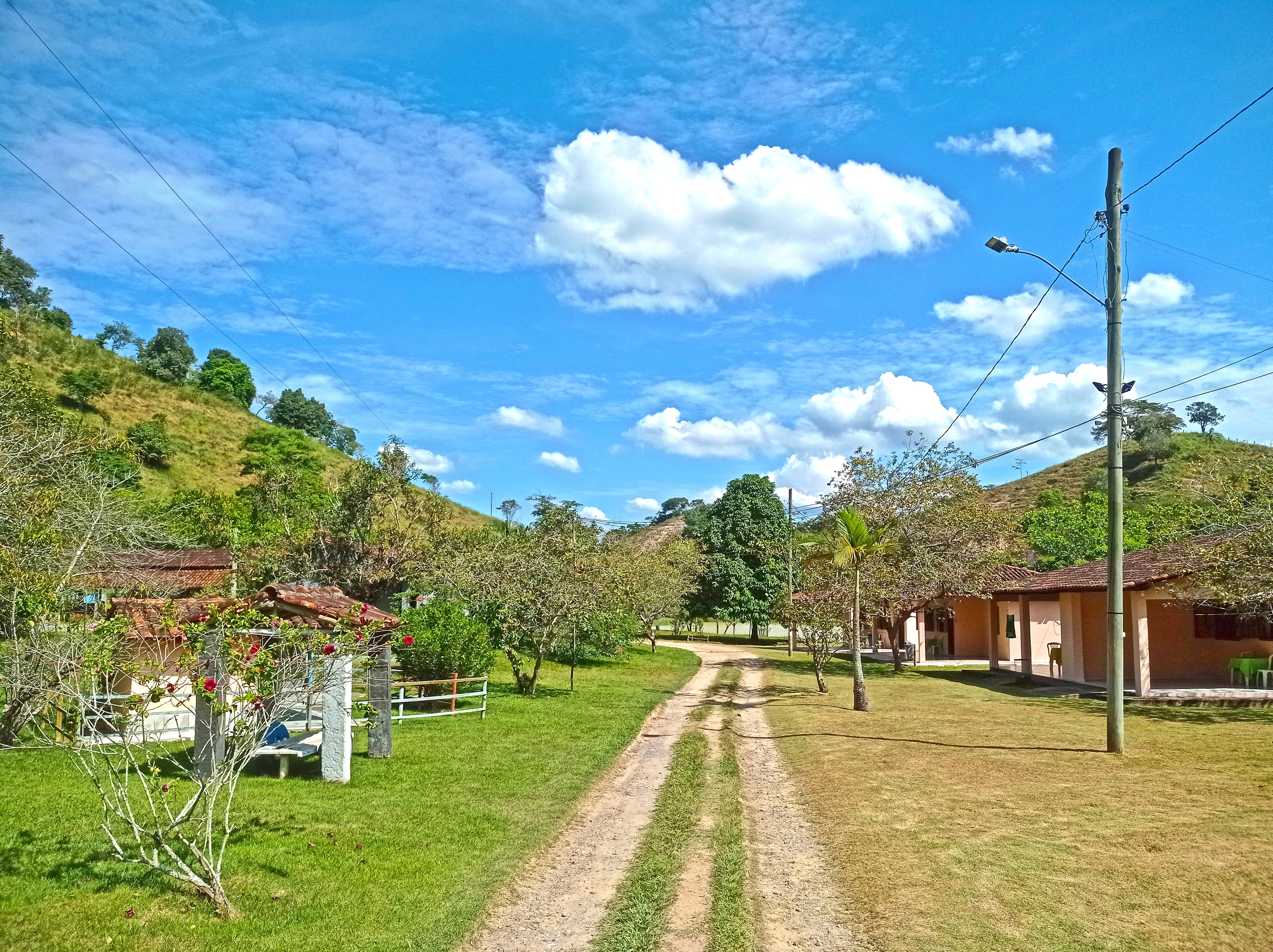
Chalés na Pousada da Serra, na zona rural de Antônio Dias.

A indústria, em 2011, era o setor menos relevante para a economia do município. 14 829 reais do PIB municipal eram do valor adicionado bruto do setor secundário. Conforme já citado, o município chegou a sediar parte do complexo industrial do Vale do Aço, porém a emancipação do distrito de Coronel Fabriciano, em 1948, incluiu a área da Acesita — criada em 1944, atualmente em Timóteo — e da Usiminas — criada em 1956, atualmente em Ipatinga. O município configura-se atualmente como um dos principais fornecedores de mão-de-obra e matéria prima, com destaque à extração de madeira, em especial do eucalipto, para suprir à demanda das siderúrgicas. Na Serra da Bucaina, há uma mina de minério de ferro, que foi explorada na década de 80 — tendo as atividades paralisadas devido à pouca demanda de minério — e reativada em novembro de 2013 com capacidade de produção inicial de 300 mil toneladas ao ano.
Em 2012, de acordo com o IBGE, foram extraídos 317 m³ de madeira em lenha e 278 751 m³ de madeira em toras, sendo 99% desta quantidade destinada à produção de papel e celulose, e segundo estatísticas do ano de 2010, 1,06% dos trabalhadores de Antônio Dias estavam ocupados no setor industrial extrativo e 4,83% na indústria de transformação. Neste mesmo ano, 7,11% da população ocupada estava empregada no setor de construção, 1,0% nos setores de utilidade pública, 12,13% no comércio e 35,88% no setor de serviços e em 2011, 47 008 reais do PIB municipal eram do valor adicionado bruto do setor terciário.

## Infraestrutura

### Saúde e educação
Em 2009, o município possuía 14 estabelecimentos de saúde entre hospitais, pronto-socorros, postos de saúde e serviços odontológicos, sendo 13 públicos municipais e um privado. Do total, 13 eram integrantes do Sistema Único de Saúde (SUS). Em 2012, 99,1% das crianças menores de 1 ano de idade estavam com a carteira de vacinação em dia. Em 2011, foram registrados 106 nascidos vivos, sendo que o índice de mortalidade infantil neste ano foi de 18,9 óbitos de crianças menores de cinco anos de idade a cada mil nascidos vivos. Em 2010, 2,80% das mulheres de 10 a 17 anos tiveram filhos (todas acima dos 15 anos) e a taxa de atividade entre meninas de 10 a 14 anos era de 3,77%. 1 616 crianças foram pesadas pelo Programa Saúde da Família em 2012, sendo que 0,4% delas estava desnutrida.
Na área da educação, o Índice de Desenvolvimento da Educação Básica (IDEB) médio entre as escolas públicas de Antônio Dias era, no ano de 2011, de 4,8 (numa escala de avaliação que vai de nota 1 à 10), sendo que a nota obtida por alunos do 5º ano (antiga 4ª série) foi de 5,3 e do 9º ano (antiga 8ª série) foi de 4,2; o valor das escolas públicas de todo o Brasil era de 4,0. Em 2010, 15,4% das crianças com faixa etária entre sete e quatorze anos não estavam cursando o ensino fundamental. A taxa de conclusão, entre jovens de 15 a 17 anos, era de 52,3% e o percentual de alfabetização de jovens e adolescentes entre 15 e 24 anos era de 97,9%. A distorção idade-série entre alunos do ensino fundamental, ou seja, com com idade superior à recomendada, era de 10,1% para os anos iniciais e 29,1% nos anos finais e, no ensino médio, a defasagem chegava a 27,2%. Dentre os habitantes de 18 anos ou mais, 30,83% tinham completado o ensino fundamental e 16,54% o ensino médio, sendo que a população tinha em média 9,86 anos esperados de estudo.
Em 2010, de acordo com dados da amostra do censo demográfico, da população total, 2 909 habitantes frequentavam creches e/ou escolas. Desse total, cinco frequentavam creches, 293 estavam no ensino pré-escolar, 138 na classe de alfabetização, 102 na alfabetização de jovens e adultos, 1 562 no ensino fundamental, 436 no ensino médio, 96 na educação de jovens e adultos do ensino fundamental, 117 na educação de jovens e adultos do ensino médio, oito na especialização de nível superior e 152 em cursos superiores de graduação. 6 656 pessoas não frequentavam unidades escolares, sendo que 1 256 nunca haviam frequentado e 5 400 haviam frequentado alguma vez. O município contava, em 2012, com 2 290 matrículas nas instituições de ensino da cidade, sendo que dentre as 21 escolas que ofereciam ensino fundamental, quatro pertenciam à rede pública estadual e 17 à rede estadual. As duas escolas que ofereciam ensino médio pertenciam à rede pública estadual.
| Ensino pré-escolar | 249   | 21 | 4  |
| Ensino fundamental | 1 541 | 97 | 21 |
| Ensino médio       | 500   | 31 | 2  |

### Habitação e serviços básicos

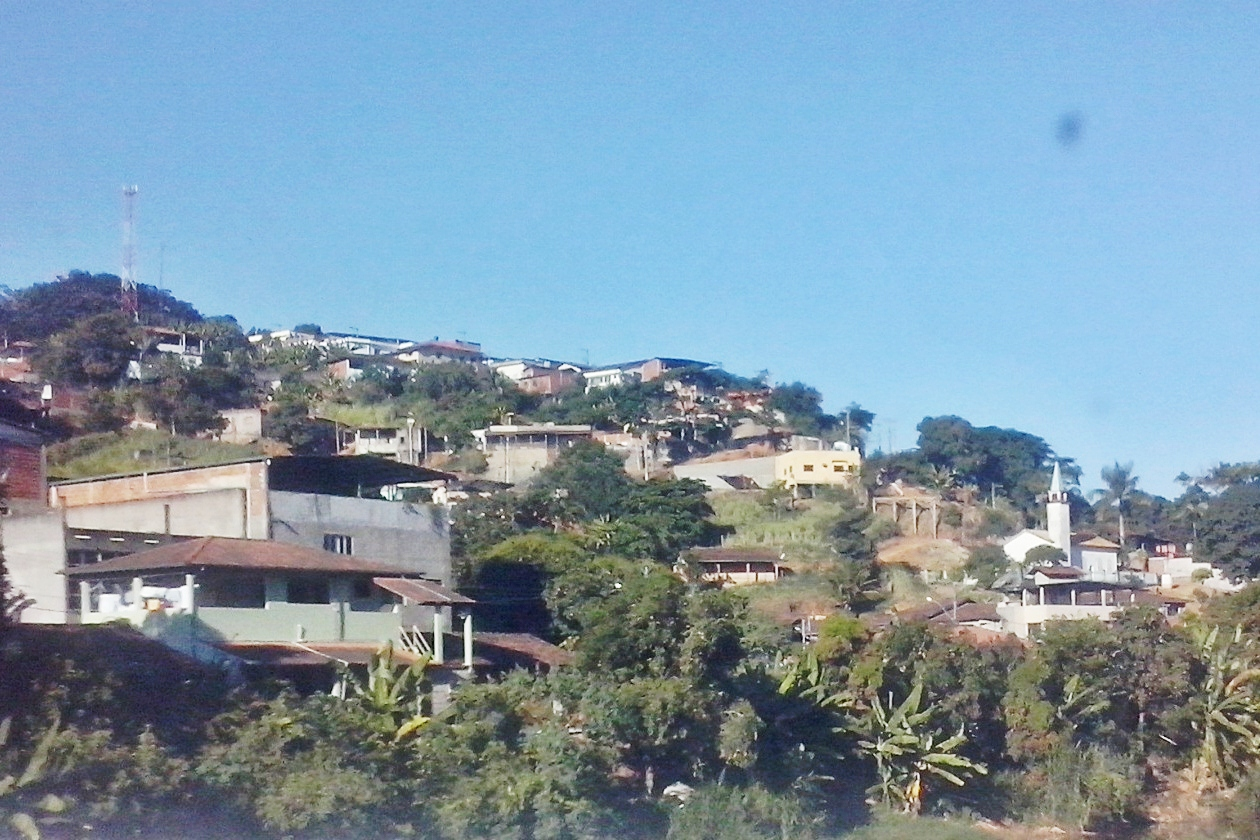
Vista da cidade à margem esquerda do rio Piracicaba

No ano de 2010, a cidade tinha 2 874 domicílios particulares permanentes. Desse total, 2 836 eram casas, 24 eram apartamentos, 13 eram casas de vila ou em condomínio e um era habitação em casa de cômodos ou cortiço. Do total de domicílios, 2 389 são imóveis próprios (2 358 já quitados e 31 em aquisição), 241 foram alugados, 237 foram cedidos (109 cedidos por empregador e 128 cedidos de outra forma) e sete foram ocupados sob outra condição. Parte dessas residências conta com água tratada, energia elétrica, esgoto, limpeza urbana, telefonia fixa e telefonia celular. 1 289 domicílios eram atendidos pela rede geral de abastecimento de água (44,85% do total); 2 790 (97,07%) possuíam banheiros para uso exclusivo das residências; 1 411 (49,09% deles) eram atendidos por algum tipo de serviço de coleta de lixo; e 2 817 (98,01%) possuíam abastecimento de energia elétrica.
A criminalidade ainda é um problema presente em Antônio Dias. Entre 2006 e 2008, foram registrados nove homicídios (dois em 2007 e sete em 2008), dois suicídios (um em 2007 e um em 2008) e onze óbitos por acidentes de trânsito (dois em 2006, dois em 2007 e sete em 2008). O código de área (DDD) de Antônio Dias é 031 e o Código de Endereçamento Postal (CEP) é 35177-000. No dia 19 de janeiro de 2009, o município passou a ser servido pela portabilidade, juntamente com outros municípios com o mesmo DDD. A portabilidade é um serviço que possibilita a troca da operadora sem a necessidade de se trocar o número do aparelho.
A responsável pelo serviço de abastecimento de energia elétrica é a Companhia Energética de Minas Gerais (Cemig). Segundo a empresa, em 2003 havia 2 772 consumidores e foram consumidos 4 855 680 KWh de energia. Já o serviço de abastecimento de água e coleta de esgoto da cidade é feito pela Companhia de Saneamento de Minas Gerais (Copasa), sendo que em 2008 havia 1 736 unidades consumidoras e eram distribuídos em média 503 m³ de água tratada por dia.

### Transportes

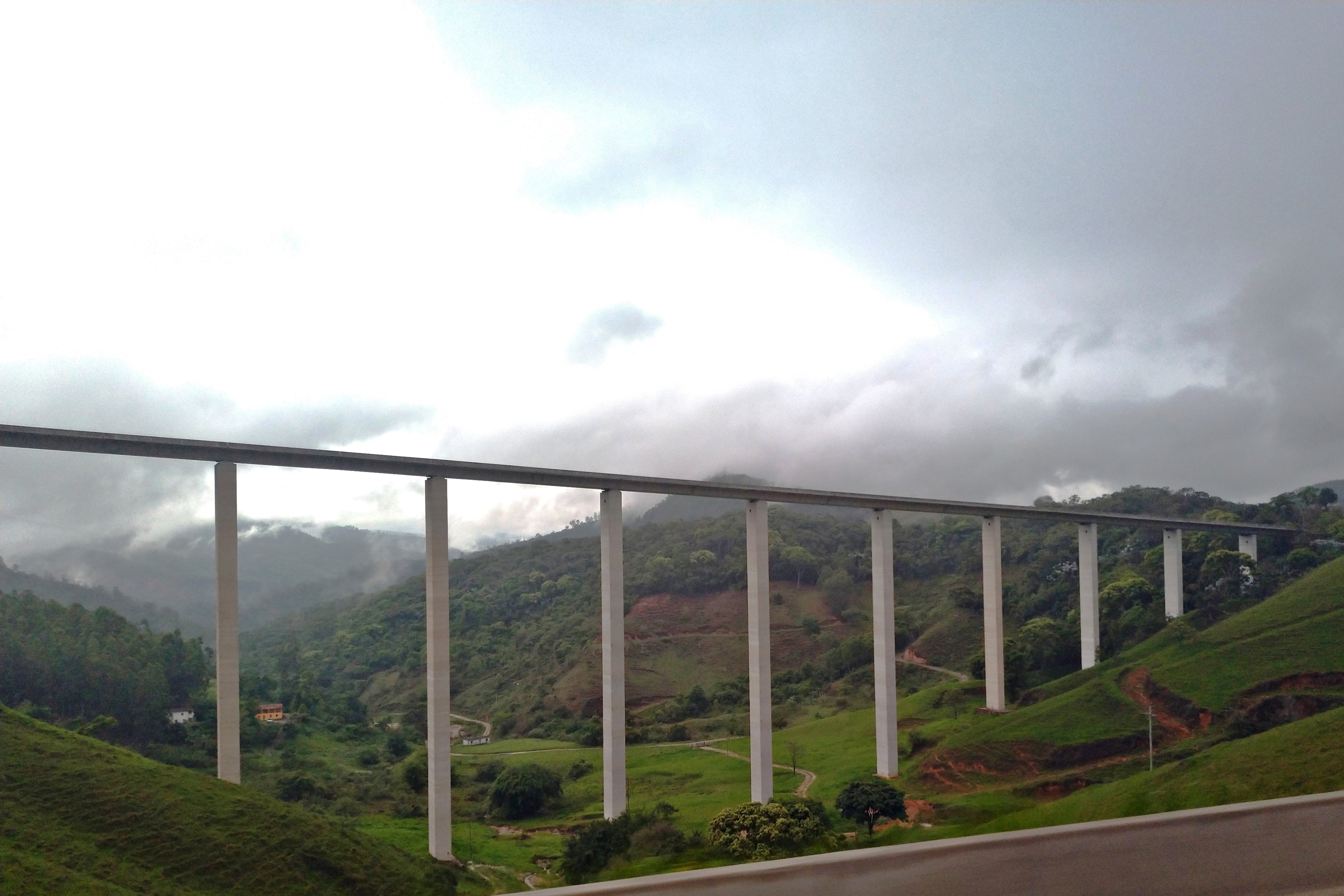
Viaduto Ronaldo de Souza (Viaduto da Prainha), trecho da BR-381 em Antônio Dias.

A frota municipal no ano de 2012 era de 2 223 veículos, sendo 1 060 automóveis, 111 caminhões, onze caminhões-trator, 95 caminhonetes, 40 caminhonetas, oito micro-ônibus, 823 motocicletas, dez motonetas, 47 ônibus, três utilitários e 15 classificados como outros tipos de veículos. Antônio Dias possui acesso a duas rodovias federais: a BR-381, que começa em São Mateus, no litoral do Espírito Santo, passa por Governador Valadares, pelo Vale do Aço, Região Metropolitana de Belo Horizonte e sul de Minas e termina na cidade de São Paulo; e a BR-262, que começa em Vitória, no Espírito Santo, passa por cidades como Belo Horizonte, Uberaba e Campo Grande e termina junto à fronteira com a Bolívia, em Corumbá, Mato Grosso do Sul. A Viação Lopes mantém linhas diárias regulares que ligam a cidade a João Monlevade, Nova Era e Ipatinga.
Na década de 1920, o município passou a ter transporte ferroviário, sendo atendido pela Estrada de Ferro Vitória a Minas (EFVM). A principal estação ferroviária da localidade foi construída em 1927 e reinaugurada em 23 de outubro de 1947, proporcionando ainda hoje transporte de passageiros com saídas diárias para Belo Horizonte e Vitória ou outras cidades que possuam estações. Também havia, em território antoniodiense, as estações Baratinha (inaugurada em 9 de junho de 1924), Ana Matos e Sá Carvalho. No então distrito de Melo Viana, havia as estações do Calado — aberta em 9 de junho de 1924 e desativada em 1979, situada onde hoje está a Praça da Estação e o Terminal Rodoviário de Coronel Fabriciano, no Centro desta cidade — e Pedra Mole — que situava-se onde hoje está a cidade de Ipatinga, sendo inaugurada em 1º de agosto de 1922 e desativada na década de 50, substituída pela Estação Intendente Câmara.

## Cultura

### Espaços e instituições culturais

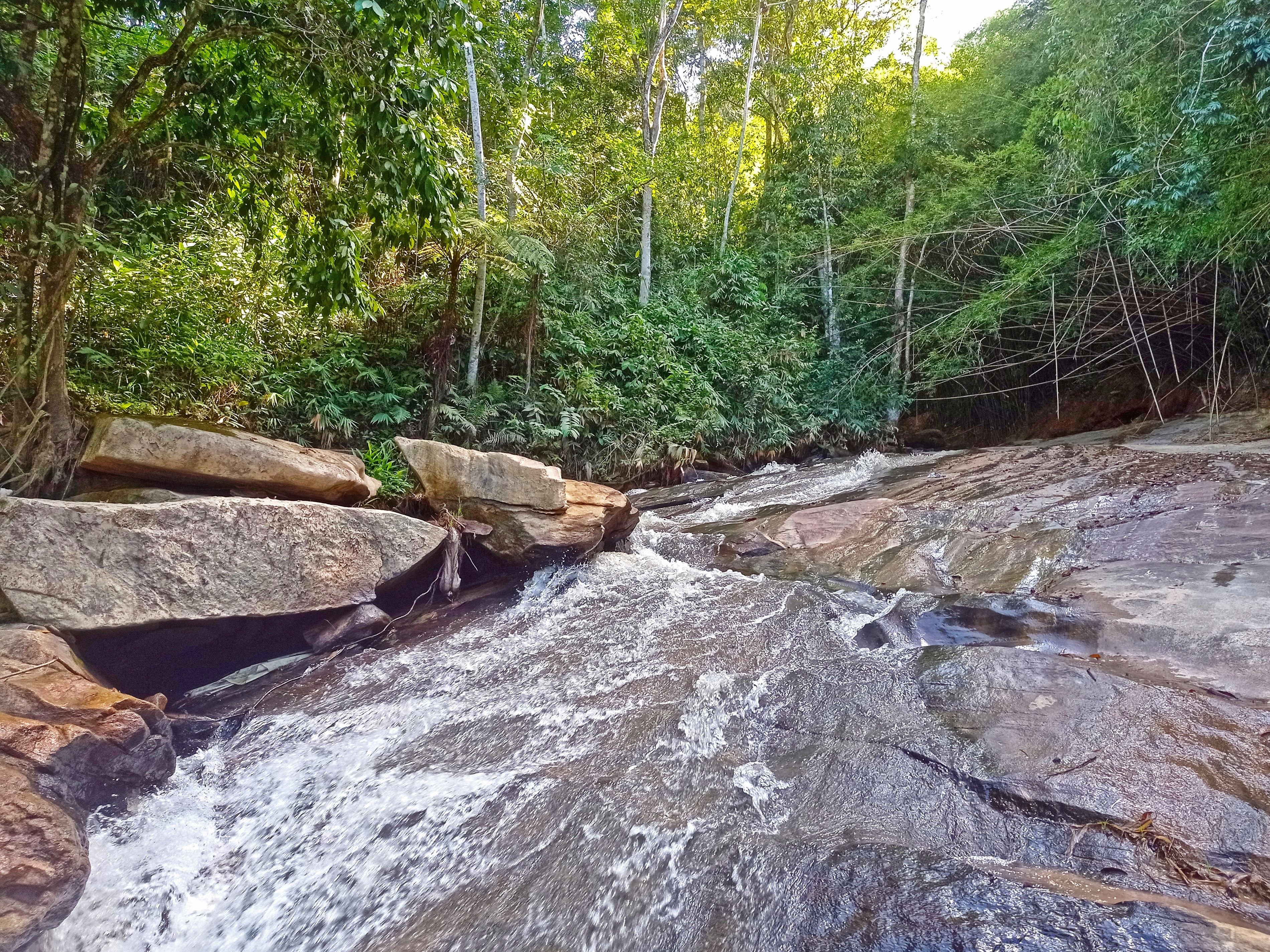
Cachoeira no curso do córrego Ana Matos

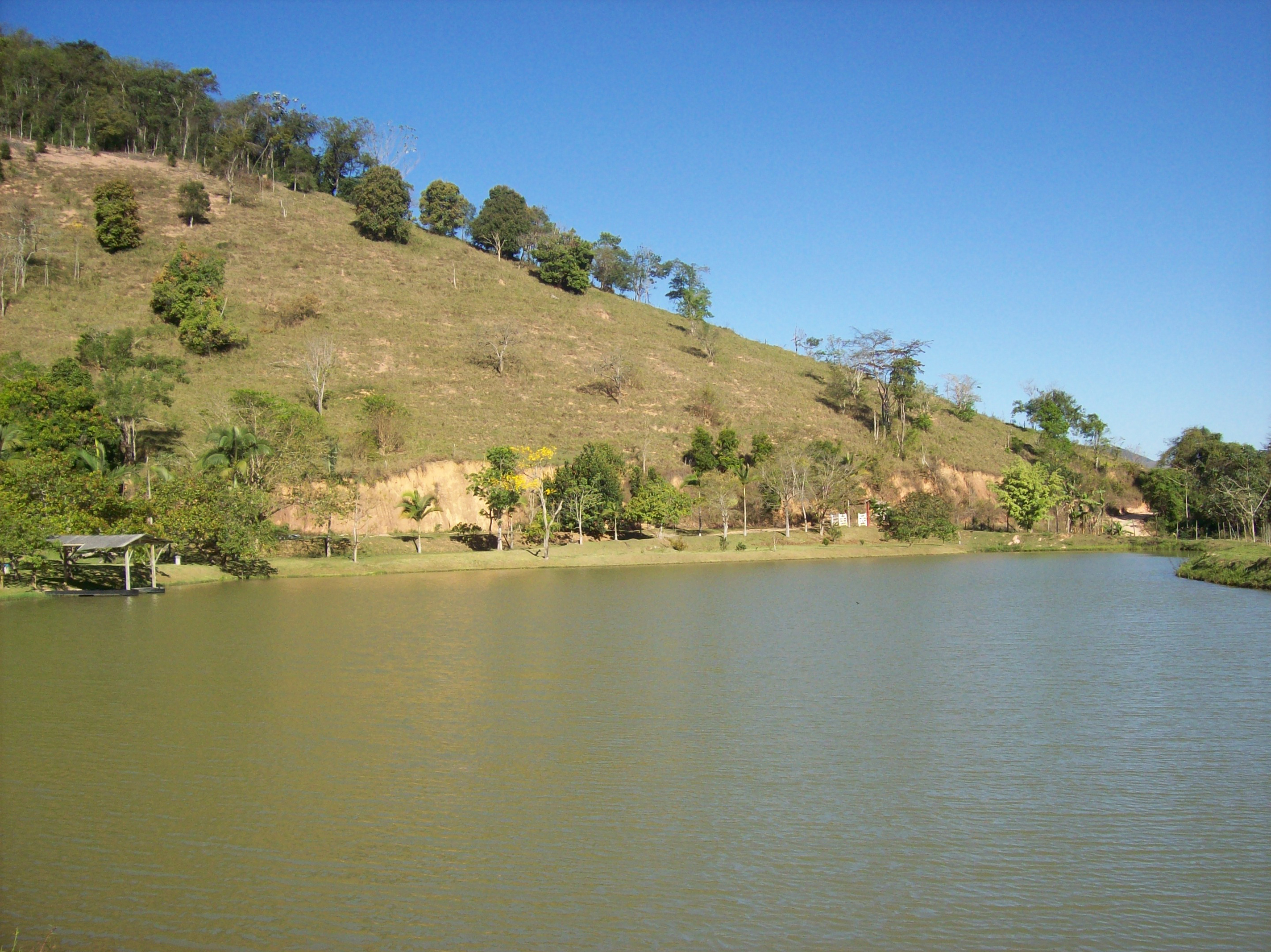
Lago da Pousada da Serra

Antônio Dias conta com um conselho municipal de cultura, criado em 1998, sendo paritário e de caráter consultivo e deliberativo. Também há legislações municipais de proteção ao patrimônio cultural material e imaterial, ministradas por uma secretaria municipal exclusiva, que é o órgão gestor da cultura no município. Dentre os espaços culturais, destaca-se a existência de uma biblioteca mantida pelo poder público municipal, clubes, associações recreativas e estádios ou ginásios poliesportivos, segundo o IBGE em 2005 e 2012.
Há existência de equipes artísticas de teatro, grupos de manifestação tradicional popular, equipes de dança, bandas musicais, corais e grupos de capoeira, de acordo com o IBGE em 2012. O artesanato também é uma das formas mais espontâneas da expressão cultural antoniodiense, sendo que, segundo o IBGE, as principais atividades artesanais desenvolvida em Antônio Dias são o bordado e trabalhos envolvendo fibras vegetais.

### Atrativos e eventos
Dentre os principais eventos realizados regularmente em Antônio Dias, que configuram-se como importantes atrativos, destacam-se a Festa de São Benedito, celebrada com missas e procissões pelas ruas da cidade, sendo realizada anualmente no Ano-Novo; o CarnaDias, que é um Carnaval fora de época realizado em março ou abril; as celebrações da Semana Santa, em março ou abril, com missas, encenações e procissões em homenagem à vida, paixão e ressurreição de Jesus; e as festividades do aniversário da cidade, que apesar de ser comemorado em 1º de junho, tem sua programação estendida por alguns dias com espetáculos musicais e atividades esportivas, de lazer e entretenimento abertas à população.
Os principais atrativos arquitetônicos situados no município são a Igreja Matriz de Nossa Senhora de Nazaré, construída pelo bandeirante Antônio Dias de Oliveira, que foi sepultado em seu adro em 1736, após sua morte aos 90 anos de idade; a Igreja de São Geraldo, construída pelo Tenente-coronel Fabriciano Felisberto Carvalho de Brito, sendo onde estão seus restos mortais; a Igreja do Arraial Velho, que foi a primeira do município e serviu de residência a Antônio Dias; e o prédio antigo do primeiro Colégio Estadual antoniosiense, que também já foi sede da Companhia Vale do Rio Doce (atual Vale). Também há atrativos naturais, tais como as trilhas, matas, lagoas e cachoeiras existentes na zona rural do município, muitos abertos à visitação. São alguns deles as cachoeiras da Prainha, Serra Negra, do Salto, Caxambu e Cascatinha; a Gruta de São Joaquim da Bocaina e a Lagoa do Teobaldo.